# Caprimulginae

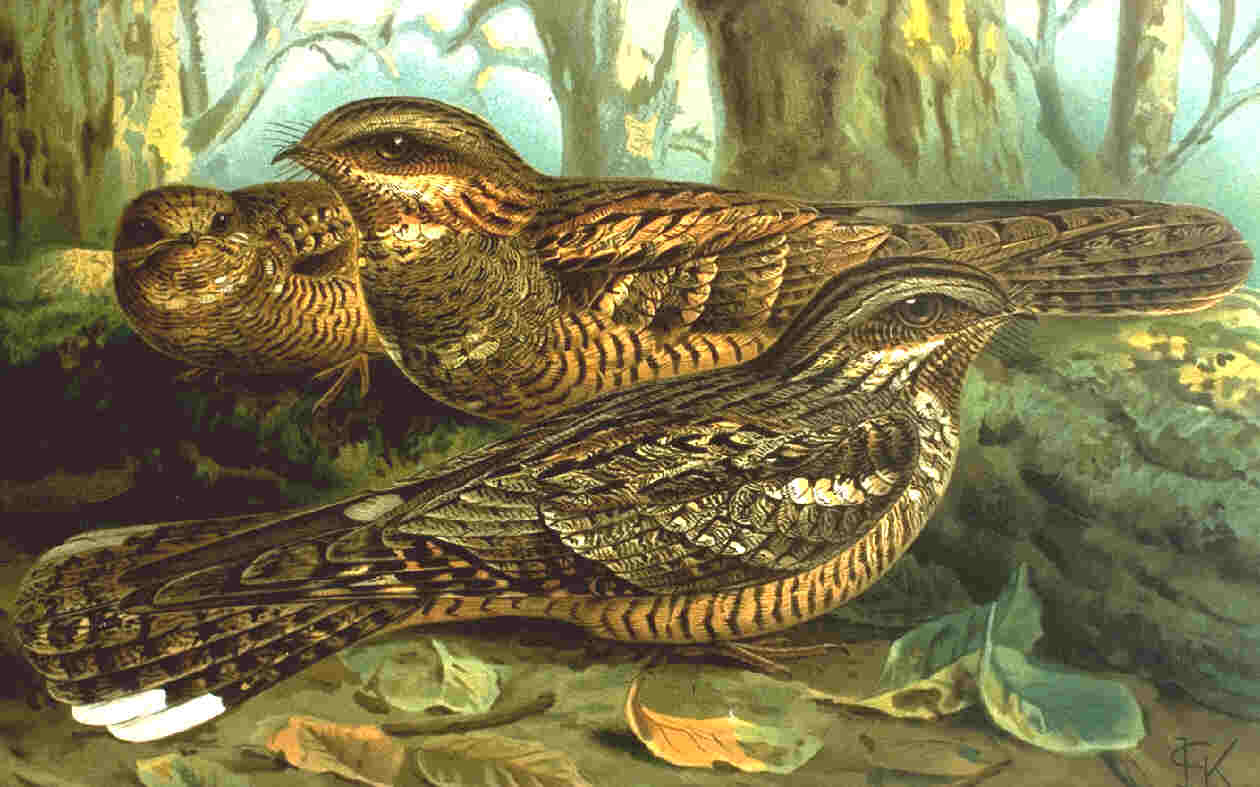
Engoulevent d'Europe
(Caprimulgus europaeus)

Les Caprimulginae (caprimulginés en français) étaient une sous-famille traditionnelle des Caprimulgidae constituée de 11 genres et plus de 70 espèces. Les analyses phylogéniques des Caprimulgidae ont montré que c'était un taxon polyphylétique, et qu'il n'avait donc aucune raison d'exister.

## Liste alphabétique des genres
- Caprimulgus (59 espèces)
- Eleothreptus (1 espèce)
- Hydropsalis (2 espèces)
- Macrodipteryx (2 espèces)
- Macropsalis (1 espèce)
- Nyctidromus (1 espèce)
- Nyctiphrynus (4 espèces)
- Phalaenoptilus (1 espèce)
- Siphonorhis (1 espèce)
- Uropsalis (2 espèces)
- Veles (1 espèce)